# Гавр — Комартен (станція метро)
48°52′25″ пн. ш. 2°19′38″ сх. д. / 48.87368° пн. ш. 2.32732° сх. д.
Гавр — Комартен (фр. Havre – Caumartin) — пересадний вузол ліній 3 та 9 Паризького метрополітену. 
Названо на честь міста Гавр та вулиці Комартен.
Розташована у IX окрузі Парижа та у 1-й тарифній зоні.
Цей пересадний вузол сполучений коридорами з іншими станціями метро та RER. Безпосередньо можна перейти на дві лінії RER: A і E, а через них — на пересадні вузли Опера і Сен-Лазар.

## Розташування
Станція розташована під рогом вулиць Комартен і бульвару Османа, за сто метрів на схід від вулиці Гавр, платформи розташовані:
- На лінії 3, уздовж осі північний захід/південний схід під кінцем вулиці Обер (між станціями метро Сен-Лазар та Опера);
- На лінії 9, приблизно вздовж осі схід-захід під бульваром Осман (між Сент-Огюстен та Шосе д'Антен-Ла-Файєт).

## Історія
- Першим у складі пересадного вузла відкрився зал лінії 3, це відбулося 19 жовтня 1904 року у складі першої черги Вільє — Пер-Лашез. Зал лінії 9 відкрито 3 червня 1923 року на ділянці Сент-Огюстен - Шосе д'Антен - Лафайєт.
- Пасажиропотік на вході 2011 року, за даними RATP, становив 8343415 осіб[1]. В 2013 році він знизився і склав 7899688 осіб (31 місце серед усіх станцій Паризького метрополітену)[2].

## Пересадки
- Осман — Сен-Лазар
  - RER E
- Обер
  - RER A
- Опера
  - Лінія 3
  - Лінія 7
  - Лінія 8
- Сен-Лазар
  - Лінія 3
  - Лінія 12
  - Лінія 13
  - Лінія 14
- Сент-Огюстен
  - Лінія 9
- Автобуси: 20, 21, 27, 29, 32, 42, 66, 95, N15 та N16

## Послуги
| Попередня станція | Лінія | Лінія                          | Лінія | Наступна станція        |
| ----------------- | ----- | ------------------------------ | ----- | ----------------------- |
| Сен-Лазар         |       | Паризький метрополітен Лінія 3 |       | Опера                   |
| Сент-Огюстен      |       | Паризький метрополітен Лінія 9 |       | Шосе д’Антен — Ла Файет |